# 팔리톡신
팔리톡신(Palytoxin)는 해양독소의 일종으로 비펩티드성 화합물 중에는 마이토톡신(maitotoxin) 다음으로 맹독이다. 1971년에 하와이에 서식하는 Palythoa toxica에서 처음 분리되었다. 분자식은 C129H223N3O54, 분자량은 2680이다. 다당류 및 단백질 등 고분자계의 생체 고분자 대신 구조식이 정확하게 결정된 천연 유기 화합물 중 가장 큰 부류에 들어간다. 이름은 처음 유래된 생물의 이름인 팔리토아에 독성을 뜻하는 톡신을 붙여 지어졌다.

## 같이 보기
- 보툴리눔 독소
- 테트로도톡신
- 삭시톡신
- 조류 대증식